# Ravne pri Cerknem
Ravne pri Cerknem so naselje v Občini Cerkno.